# Guadalupe Llano Grande
Guadalupe Llano Grande är en ort i Mexiko.   Den ligger i kommunen San Miguel Amatitlán och delstaten Oaxaca, i den sydöstra delen av landet, 220 km sydost om huvudstaden Mexico City. Guadalupe Llano Grande ligger 2 022 meter över havet och antalet invånare är 135.
Terrängen runt Guadalupe Llano Grande är huvudsakligen kuperad. Guadalupe Llano Grande ligger uppe på en höjd. Runt Guadalupe Llano Grande är det ganska tätbefolkat, med 58 invånare per kvadratkilometer. Närmaste större samhälle är Ciudad de Huajuapan de León, 15,5 km öster om Guadalupe Llano Grande. I omgivningarna runt Guadalupe Llano Grande växer huvudsakligen savannskog.